# L'Échangeur
L'Échangeur est une bande dessinée de Marc Vlieger publiée par Delcourt en 2003 dans sa collection d'albums en noir et blanc « Encrages ».

## Thème
Premier album de son auteur, alors âgé de 42 ans, L'Échangeur suit les pérégrinations de trois habitants d'une cité enclavée dans un échangeur autoroutier à l'occasion du retour au pays d'un dénommé Lanzo Fratelli. Lanzo avait quitté la cité 24 ans plus tôt pour arpenter le monde et ses cartes postales avaient fait rêver ses proches et voisins,, en particulier son neveu Rocco, qui l'adule.

## Critiques
Fondé sur l'expérience de l'auteur, qui a grandi en banlieue, et inspirée graphiquement par Baru, L'Échangeur est selon La Libre Belgique une histoire « où de bonnes idées et une poésie latente côtoient des dialogues malheureusement un peu convenus ». La Dernière Heure salue quant à elle « un premier album particulièrement bien ficelé. Une œuvre marquante qui prend aux tripes sans chercher la prise de tête inutile ». Enfin, selon BD Zoom, « Marc Vlieger signe, avec l’Echangeur, un récit humain, rempli d’émotions et de rêves. Des rêves qu’il vaut mieux ne pas trop explorer, au risque d’y rencontrer la dure réalité... ».

## Publication
- L'Échangeur, Delcourt, collection « Encrages », 2003  (ISBN 2-84055-796-7).

### Documentation
- « L'Échangeur », sur bedetheque.com
- « L'Échangeur », sur NooSFere